# Annemarie Fenzl
Annemarie Fenzl (* 7. Februar 1945) ist eine österreichische Historikerin und Archivarin.

## Leben
Annemarie Fenzl wuchs im 15. Wiener Gemeindebezirk Rudolfsheim-Fünfhaus auf. 1965 begann sie studienbegleitend ihre berufliche Laufbahn als freie Mitarbeiterin im Archiv der Erzdiözese Wien. 1968 beendete sie ihr Studium der Geschichte und Germanistik an der Universität Wien und promovierte mit der Dissertation Die Bibliothek des Wiener Bischofs Dr. Johann Caspar Neubeck, 1574–1594. 1969 wurde die Historikerin Fenzl zur Assistentin des Diözesanarchivs bestellt und 1976 mit dessen Gesamtleitung betraut. Ende 2013 verließ sie, nach fast 50 Jahren Tätigkeit für die Erzdiözese, das Archiv.
Zusätzlich zu ihrer Haupttätigkeit übernahm Fenzl 1986 die Büroleitung des gerade emeritierten Erzbischofs Kardinal Franz König, dessen engste Mitarbeiterin sie bis zu dessen Tod im Jahr 2004 war. Ehrenamtlich begann sie das Kardinal-König-Archiv aufzubauen, das 2010 eröffnet wurde. Anlässlich ihres 75. Geburtstages im Februar 2020 blickte Fenzl „mit besonderer Dankbarkeit […] abschließend auf Kardinal Schönborn [zurück]: ‚Ohne ihn gäbe es kein Kardinal König-Archiv‘.“ Sie stellte fest, dass sich das Archiv, das neben der Bibliothek des Kardinals „rund 2.000 Archivschachteln aus den Jahren zwischen 1956 und dem Tod Kardinal Königs 2004, mit persönlichen Dokumenten, Fotos, sowie zahlreichen dreidimensionalen Gegenständen, vor allem aber auch Amtsaktenbeständen diözesaner und überdiözesaner Provenienz, besonders des Zweiten Vatikanischen Konzils“ umfasst, sich weiterhin im Aufbau befinde und bezeichnete es als auch noch in den nächsten Jahren „work in progress“. Auf ihre Initiative geht überdies das Kardinal-König-Archiv im Internet unter www.kardinalkoenig.at zurück, wo neben den Lebensdaten auch ein Werkverzeichnis sowie bekannte Texte zu gesellschaftspolitischen und theologischen Fragen des Kardinals zu finden sind.
Fenzl gilt als profilierteste Kennerin und Vertreterin der vormaligen Anliegen Königs. Des Weiteren ist sie Mitglied im Kuratorium der Kardinal-König-Stiftung, deren Aufgabe die Bewahrung des geistigen Erbes des Kardinals ist.
Sie ist Mitglied des Instituts für Österreichische Geschichtsforschung.

## Publikationen
- Die Bibliothek des Wiener Bischofs Dr. Johann Caspar Neubeck, 1574–1594. Wien 1968 (Dissertation, Universität Wien, 1969).
- Die Erzdiözese Wien in ihrer Geschichte. Von König Ottokar zu Rudolf IV., dem Stifter. Im Brennpunkt St. Stephan zu Wien. Dom-Verlag, Wien 1997, ISBN 3-85351-120-1.
- Die Erzdiözese Wien in ihrer Geschichte. Von Rudolf IV. zu Kaiser Friedrich III. St. Stephan: Bischofskirche – Kaiserdom, Zeuge des Glaubens. Dom-Verlag, Wien 1998, ISBN 3-85351-121-X.
- hrsg. mit Heinz Nußbaumer: Franz König: Gedanken für ein erfülltes Leben.  Styria, Wien 2004, ISBN 3-222-13162-7 (Aufsatzsammlung).
- hrsg. mit Reginald Földy: Franz König: Haus auf festem Grund. Lebensideen und Orientierungen. Almathea, Wien 1994, ISBN 3-85002-358-3; 2., überarbeitete und erweiterte Auflage, mit einer Würdigung von Christoph Kardinal Schönborn, Almathea, Wien 2004, ISBN 3-85002-525-X (Aufsatzsammlung).
- mit Wolfgang Moser: Franz König. Woher komme ich? Wohin gehe ich? Anregungen für ein angstfreies Leben. Biografie, Styria, Wien/Graz 2009, ISBN 978-3-222-13259-9.
- mit Helmut Krätzl und Walter Kirchschläger: Im Gespräch mit der Welt. Glauben und Unglauben auf dem Prüfstand (= Kardinal König Bibliothek. Bd. 6). Styria, Wien 2015, ISBN 978-3-222-13388-6.
- mit Helmut Krätzl: Die Kirche in der Welt von heute. Aggiornamento nach 50 Jahren (= Kardinal König Bibliothek. Bd. 7). Styria, Wien 2015, ISBN 978-3-222-13389-3.